# Gollum (geslacht)
Gollum is een geslacht van kraakbeenvissen uit de familie van de valse kathaaien (Pseudotriakidae).

## Soorten
- Gollum attenuatus (Garrick, 1954)
- Gollum suluensis Last & Gaudiano, 2011